# Global Trade Plaza
| Dieser Artikel wurde auf der Qualitätssicherungsseite des WikiProjekts Planen und Bauen eingetragen. Dies geschieht, um die Qualität der Artikel aus den Themengebieten Bautechnik, Architektur und Planung auf ein akzeptables Niveau zu bringen. Dabei werden Artikel, die nicht maßgeblich verbessert werden können, möglicherweise in die allgemeine Löschdiskussion gegeben. Hilf mit, die inhaltlichen Mängel dieses Artikels zu beseitigen, und beteilige dich an der Diskussion! |

Das Global Trade Plaza (chinesisch 东莞台商会馆, Pinyin Dōngguǎn Tái Shānghuì Guǎn, englisch Dongguan Taiwan Business Association Building) wurde von Dow Corning Corporation erbaut und ist mit 289 Metern, 68 Ober- und 4 Untergeschossen der höchste Wolkenkratzer in Dongguan. Baubeginn war 2008, die Fertigstellung erfolgte im Jahr 2013.